# Margret Benedictsson
Margret Jonsdottir Benedictsson (* 16. März 1866 in Viðidalur, Island; † 13. Dezember 1956 in Anacortes, Washington) war eine isländisch-kanadische Journalistin und Frauenrechtlerin.

## Leben und Werk
Benedictsson wurde als Margrét Jónsdóttir in Hrappstaðir in Viðidalur, einem abgelegenen Gehöft im Norden Islands, als Tochter des Pferdegeschirrmachers Jón Jónsson und der Pflegerin seiner an Lepra erkrankten Frau Margret, Kristjana Ebenesarsdóttir, geboren. Nach dem Tod ihres Vaters wurde sie 1882 als Dienstmädchen bei einem wohlhabenden Bauernpaar angestellt. Als sie hörte, dass Mädchen in Amerika eine Ausbildung machen könnten, segelte sie in die Vereinigten Staaten. Sie lebte dort vier Jahre in der isländischen Gemeinde Gadar im Dakota-Territorium. Nach dem Besuch der Grundschule besuchte sie zwei Jahre lang das Bathgate College in Bathgate. Im Jahr 1891 zog Benedictsson nach Winnipeg, Kanada, wo sie ihr Abendstudium am Winnipeg Central Business College fortsetzte und Stenografie, Maschinenschreiben und Buchführung lernte. 
Im Jahr 1893 heiratete sie Sigfus B. Benedictsson (1865–1951), einen Schriftsteller, Dichter, Drucker und Verleger in der isländischen Gemeinde von Manitoba. Ihr Mann hielt von 1889 bis 1890 in Winnipeg öffentliche Vorträge über die Emanzipation der Frau. Sie und ihr Ehemann waren Gründungsmitglieder der ersten unitarischen Gemeinde westlich von Toronto und die erste isländische Unitarische Kirche wurde am 1. Februar 1891 in Winnipeg gegründet. Die Mehrheit der Isländer gehörte entweder der lutherischen oder der unitarischen Kirche an. 
Am 2. Februar 1893 hielt Benedictsson ihren ersten Vortrag über die Rechte der Frau in der isländischen Gemeinde von Winnipeg. Gemeinsam mit ihrem Mann gründete sie eine Druckerei in Selkirk (Manitoba) und 1898 begannen sie mit dem Druck der Zeitschrift Freyja.
Benedictsson wurde die erste Präsidentin der isländischen Women’s Suffrage Society of Winnipeg, die sie 1908 in Winnipeg gründete. Die Canadian Suffrage Association lud sie 1909 zu einem Kongress der International Women’s Suffrage Alliance in Toronto ein.

## Die Zeitschrift Freyja
Freyja, was auf Isländisch Frau bedeutet, ist auch der Name der skandinavischen Göttin der Fruchtbarkeit, Liebe, des Schlachtfeldes und des Todes. Die Monatsschrift Freyja wurde von 1898 bis 1910 von Benedictsson und ihrem Mann gedruckt und herausgegeben. Freyja war die einzige Zeitung Kanadas, die sich dem Frauenwahlrecht widmete. Im zweiten Jahr erreichte die Zeitung 500 Abonnenten aus Manitoba, Kanada und den Vereinigten Staaten.
Die meisten veröffentlichten Artikel wurden von Benedictsson und ihrem Mann unter verschiedenen Pseudonymen verfasst, wobei Benedictsson manchmal ein männliches Pseudonym verwendete. Andere Artikel waren auch feministische Artikel aus den USA, deren Texte von dem Ehepaar ins Isländische übersetzt wurden. Zu den Inhalten der Zeitschrift gehörten ebenfalls Biographien bedeutender Persönlichkeiten, Gedichte, Literaturkritiken, Leserbriefe und eine Beilage für Kinder. Neben der Förderung des Frauenwahlrechts nahm die Zeitschrift Stellung zu gesellschaftlichen Themen, die Frauen und ihre Familien betrafen. Obwohl in den literarischen Abteilungen männliche Autoren die Mehrheit bildeten, erschienen regelmäßig die Namen von Margrjet J. Benedictsson, Undína, Karólína Dalmann (1845–1921) und Jakobina Sigurbjornsdóttir (später Johnson). Freyja wurde ab 1910 nicht mehr veröffentlicht, als Sigfus Benedictsson seiner Frau den Zugang zur Druckerpresse verwehrte.
Benedictsson ließ sich 1910 scheiden, wobei 1910 eine Ehe nur durch einen Parlamentsbeschluss aufgelöst werden konnte, was normalerweise lange dauerte und ungefähr 500 Dollar kostete. Im Jahr 1912 verließ Benedictsson Kanada mit ihren Kindern, um sich in Seattle niederzulassen, dann in Blaine (Washington), wo sie Familie und Freunde hatte. Sie starb im Alter von 90 Jahren im Haus ihrer Tochter in Anacortes an einer Krankheit. Die Nachricht von ihrem Tod wurde auf der Titelseite der Zeitung Heimskringla in Winnipeg veröffentlicht.